# 19P/Borrelly
19P/Borrelly o cometa Borrelly es un cometa periódico que fue visitado por la nave Deep Space 1 en el 2001.

## Descubrimiento
El cometa fue descubierto por Alphonse Borrelly durante una búsqueda rutinaria de cometas en Marsella, Francia el 28 de diciembre de 1904.

## Reconocimiento por la nave Deep Space 1
El 21 de septiembre de 2001 la nave espacial Deep Space 1, que había sido lanzada para ensayar nuevos equipos en el espacio, realizó un vuelo en las proximidades de Borrelly. Fue dirigida hacia el cometa durante la prolongación de la misión, y por lo tanto, representó una contribución no planificada para los científicos que controlaban la misión. A pesar del fallo de un sistema que ayudaba a determinar su orientación, Deep Space 1 tuvo éxito en enviar de regreso a la Tierra las mejores imágenes que se tomaron del cometa y otra información científica valiosa.

## Parámetros del núcleo
- Dimensiones:[1] 8×4×4 km
- Densidad:[2] 0,3 g/cm³
- Masa:[3] 2×1013 kg
- Albedo:[4] 0,03